# 인노쇼역
인노쇼역(일본어: 院庄駅)은 일본 오카야마현 쓰야마시에 위치한 서일본 여객철도 기신 선의 철도역이다. 단선 승강장 1면 1선의 구조를 갖춘 지상역이다.

## 이용 현황
| 승차 인원 추이 | 승차 인원 추이 |
| 연도           | 1일 평균       |
| -------------- | -------------- |
| 1999           | 81             |
| 2000           | 66             |
| 2001           | 73             |
| 2002           | 61             |
| 2003           | 65             |
| 2004           | 67             |
| 2005           | 66             |
| 2006           | 62             |
| 2007           | 61             |
| 2008           | 62             |
| 2009           | 67             |
| 2010           | 63             |
| 2011           | 52             |

## 역 주변
- 주고쿠 은행 · 돗토리 은행
- 사쿠라 진자
- 오쿠쓰 온천
- 주고쿠 자동차도 인노쇼 나들목
- 국도 제179호선 · 국도 제181호선

## 역사
- 1923년 8월 21일 : 사쿠비 선으로서 쓰야마 - 미마사카오이와케 간이 개업했던 때에 설치.
- 1929년 4월 14일 : 사쿠비사이 선 개업에 수반해, 사쿠비 선이 사쿠비토 선으로 개칭되어, 이 역도 그 소속으로 한다.
- 1930년 12월 11일 : 쓰야마 - 니미 간 전 개통에 수반해, 사쿠비토 선이 사쿠비 선의 일부로 되어, 이 역도 그 소속으로 한다.
- 1936년 10월 10일 : 사쿠비 선이 기신 선의 일부로 되어, 이 역도 그 소속으로 한다.
- 1987년 4월 1일 : 일본국유철도 분할 민영화에 의해, 서일본 여객철도가 승계.

## 인접 역
| 서일본 여객철도 기신 선 | 서일본 여객철도 기신 선 | 서일본 여객철도 기신 선  |
| ----------------------- | ----------------------- | ------------------------ |
| 쓰야마 히메지 방면      | ■ 기신 선               | 미마사카센다이 니미 방면 |